# Adrian (Michigan)
Adrian – miasto w Stanach Zjednoczonych, stanie Michigan, siedziba hrabstwa Lenawee.